# Cranley Onslow
Pour les articles homonymes, voir Onslow.
Cranley Gordon Douglas Onslow, baron Onslow de Woking, (8 juin 1926 - 13 mars 2001) est un homme politique britannique et est député conservateur de Woking de 1964 à 1997. 

## Famille
Il est le fils de Francis Robert Douglas Onslow (1878-1938) et Mabel Strachan (décédé en 1974). Il a un jeune frère, Ian Denzil Onslow (1929-2013). Il est un descendant de George Onslow, fils aîné du lieutenant-général Richard Onslow, neveu du premier baron et oncle du premier comte. 

## Jeunesse et carrière
Il fait ses études à Harrow School puis à Sandhurst. Il rejoint l'armée en 1944 et est nommé sous-lieutenant dans les Queen's Own Hussars. À la fin de ce service, il étudie l'histoire à Oriel College à Oxford et rejoint le MI6 en tant qu'officier du renseignement et sert en Birmanie. 

## Carrière politique
Il démissionne de la fonction publique en 1960 et entre en politique, élu au conseil rural de Dartford et plus tard au conseil du comté de Kent. En 1963, il est choisi pour succéder à Harold Watkinson comme député de Woking et est élu l'année suivante aux élections générales de 1964. 
Il se positionne sur l'aile droite en appelant à une baisse des impôts sur la classe moyenne et à une réduction de l'aide du tiers monde. Il porte un vif intérêt pour l'aviation, présidant finalement le comité de l'aviation conservateur. 

### Gouvernement
Il est sous-secrétaire d'État parlementaire à l'aérospatiale de 1972 à 1974 dans le gouvernement d'Edward Heath. Dans le gouvernement de Margaret Thatcher, il est ministre d'État au ministère des Affaires étrangères et du Commonwealth en 1983, mais démissionne un an plus tard. 

### Comité 1922
En 1984, il est élu président du Comité 1922 et est donc considéré comme le député d'arrière-ban le plus puissant du parti conservateur. Dans ce poste, il fait part à Margaret Thatcher du souhait des députés d'arrière-ban que Leon Brittan démissionne à cause de l'affaire Westland et lors de l'élection à la direction de 1990, du souhait de nombreux députés d'arrière-ban d'un choix plus large de candidats, contribuant à sa décision d'abandonner. Cela a mis en colère de nombreux alliés de Thatcher et, en 1992, il est contraint de quitter son poste de président du Comité 1922. 
Il est nommé au Conseil privé dans les honneurs du Nouvel An 1988, et à l'Ordre de Saint-Michel et Saint-Georges en tant que Knight Commander (KCMG) pour « service politique » dans les honneurs du Nouvel An 1993 et après avoir quitté le Parlement en 1997, il est créé pair à vie avec le titre de « baron Onslow de Woking », de Woking dans le comté de Surrey. 
En 1955, il épouse June Hay, fille de George Hay (14e comte de Kinnoull).